# Echter Venusnabel
Der Echte Venusnabel (Umbilicus rupestris), auch Hängendes Nabelkraut genannt, ist eine Pflanzenart aus der Gattung Venusnabel (Umbilicus) innerhalb der Familie der Dickblattgewächse (Crassulaceae). Der Trivialname „Venusnabel“ ist eine Übersetzung von lateinisch Umbilicus Veneris.

## Beschreibung

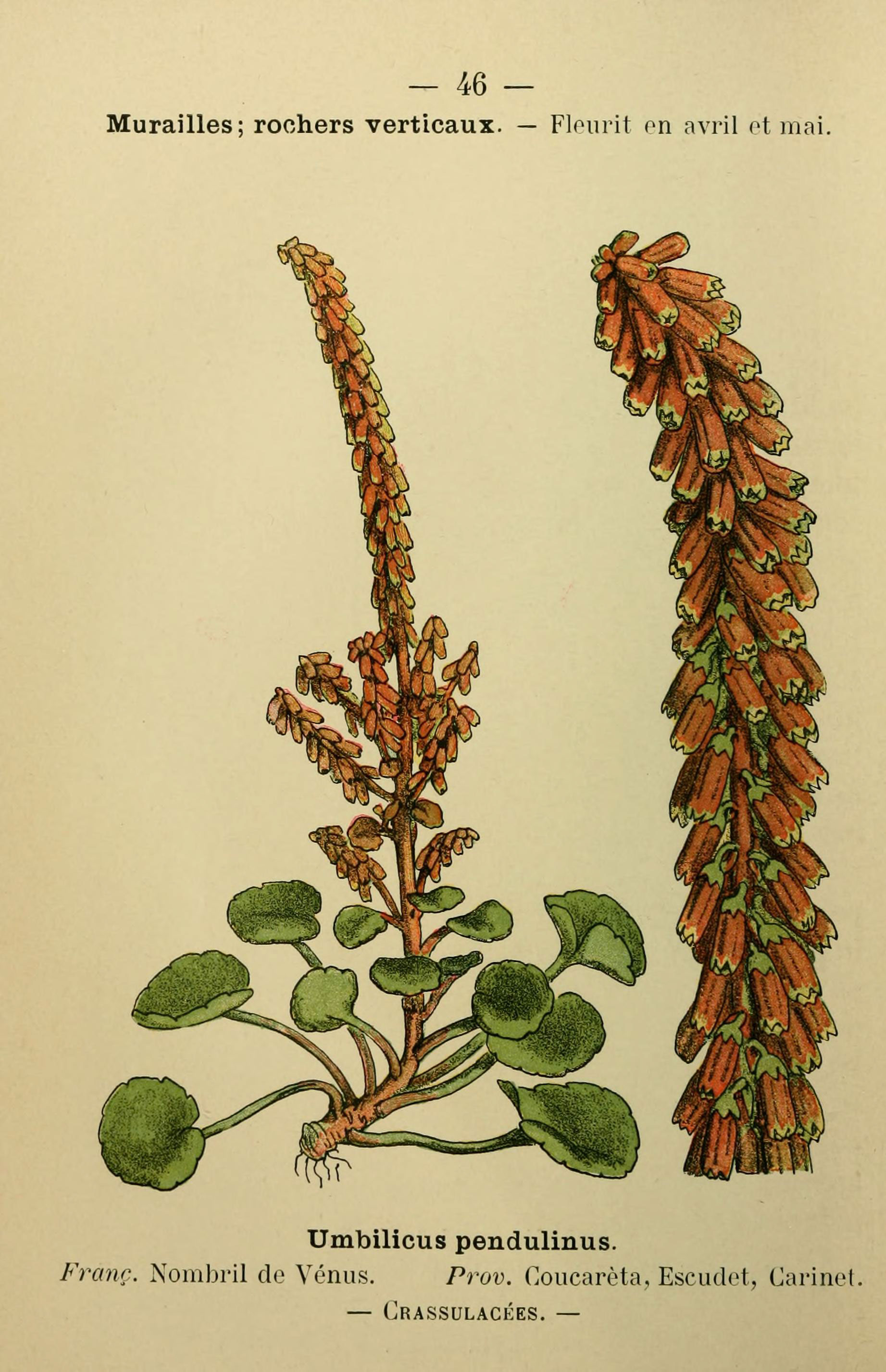
Illustration aus Flore coloriée de poche du littoral méditerranéen de Gênes à Barcelone y compris la Corse

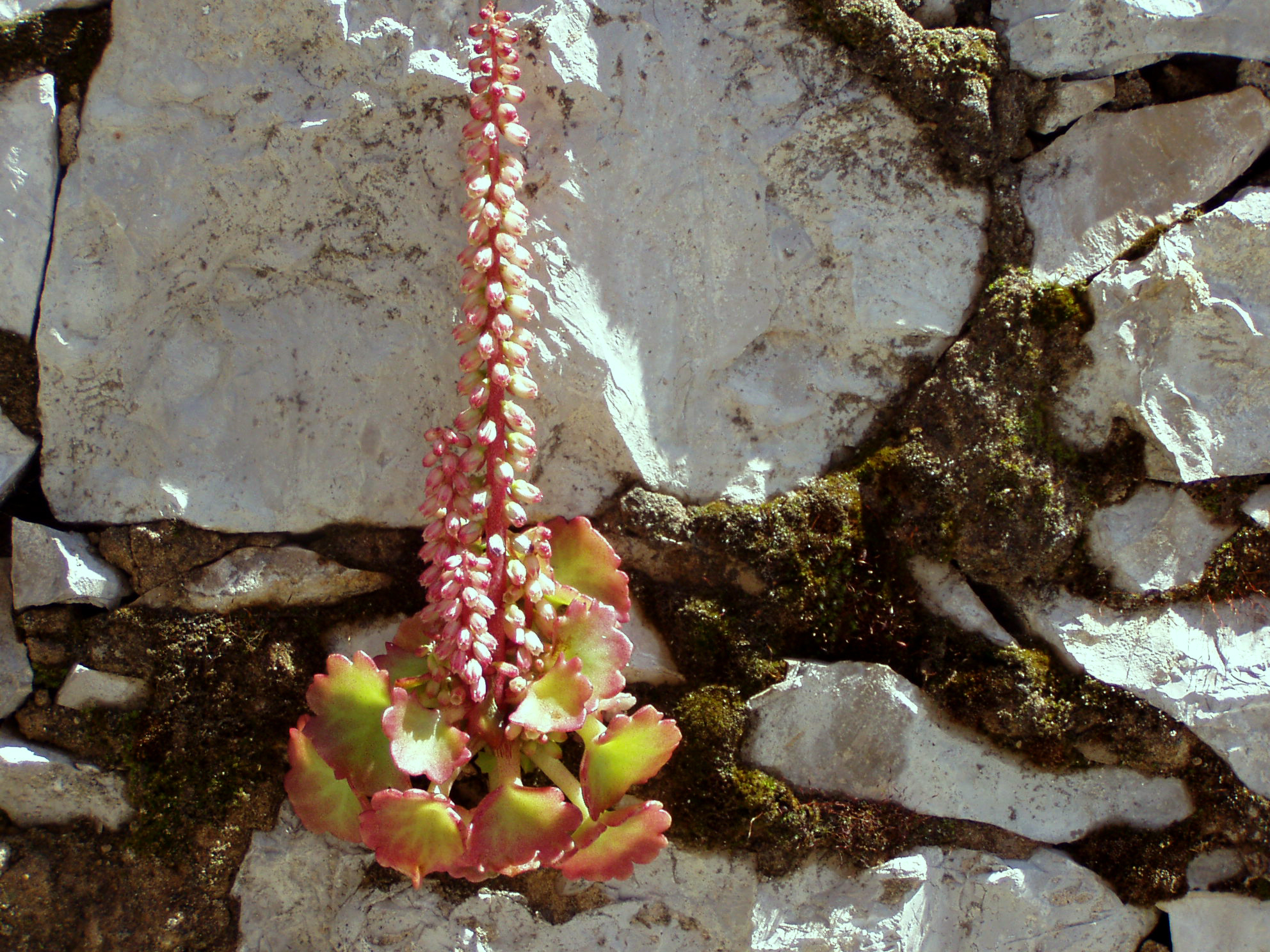
Habitus, Laubblätter und Blütenstand mit rosafarben getönten Blütenkronen

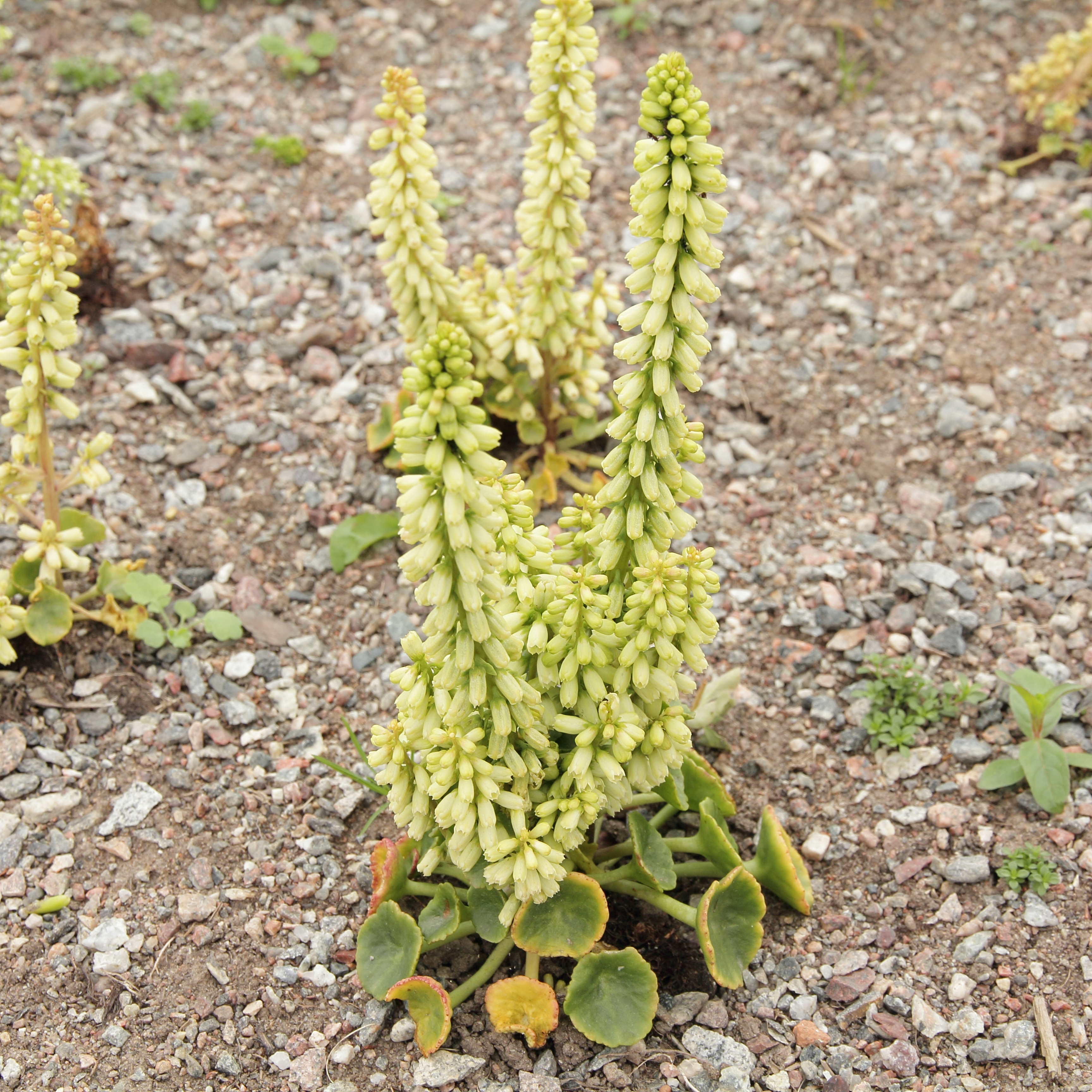
Habitus, Laubblätter und Blütenstand mit weißlichen Blütenkronen

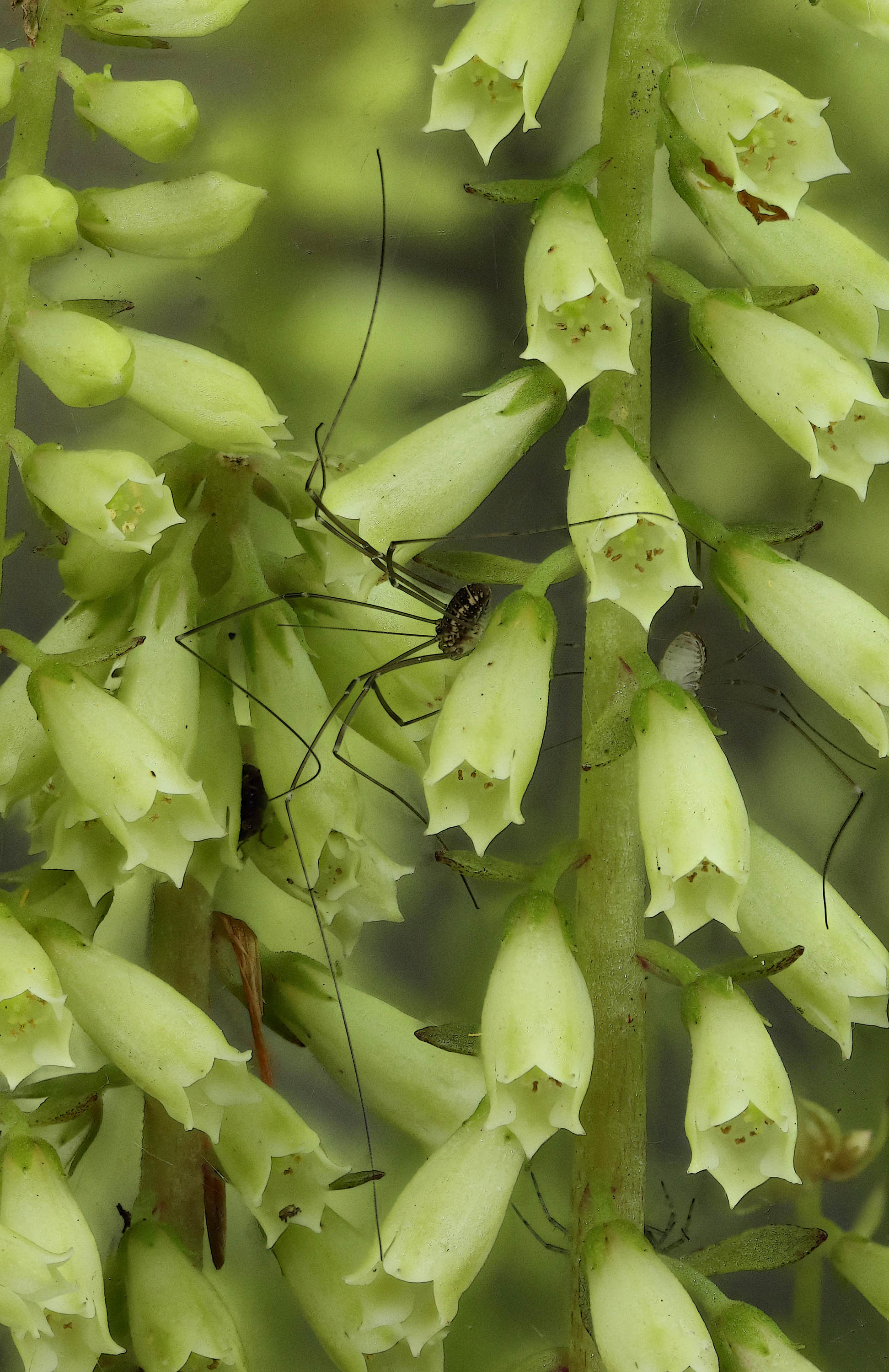
Blüten

### Vegetative Merkmale
Der Echte Venusnabel ist eine ausdauernde krautige Pflanze, die Wuchshöhen von 10 bis 50 Zentimetern erreicht. Der aufrechte und meist unverzweigte Stängel ist kahl.
Die wechselständig angeordneten Laubblätter sind in Blattstiel und Blattspreite gegliedert. Die Blattstiele sind 4 bis 25 Zentimeter lang und in der Mitte der Spreite angewachsen, sodass das Blatt schildförmig wird. Bei den grundständigen Blättern ist die Blattspreite nabelartig eingesenkt. Die Spreite ist bei einem Durchmesser von 1,5 bis 4 Zentimetern im Umriss rund mit wenigen Einkerbungen. Die Stängelblätter werden nach oben immer kleiner, sie sind gezähnt und meist nierenförmig, die obersten manchmal linealisch.

### Generative Merkmale
Die Blütezeit reicht von Mai und Juli. Der manchmal an der Basis verzweigte, traubige Blütenstand ist relativ lange und nimmt mehr als die Hälfte (60 bis 90 Prozent) der Gesamthöhe des Echten Venusnabels ein und enthält viele Blüten. Die meist hängenden Blüten sind im Blütenstand ziemlich dicht angeordnet. Die Deckblätter sind meist linealisch und etwa so lang wie die Blütenstiele. Die Blütenstiele sind 3 bis 9 Millimeter lang.
Die zwittrigen Blüten sind radiärsymmetrisch und fünfzählig mit doppelter Blütenhülle. Die fünf relativ kleinen an ihrer Basis verwachsenen Kelchblätter sind eiförmig mit zugespitztem oberen Ende. Die fünf weißlichen, strohfarben oder rötlich getönten oft gefleckten Kronblätter sind zu einer 7 bis 10 Millimeter langen, zylindrischen Kronröhre verwachsen. Die Kronröhre ist etwa viermal länger als die Kronzipfel. Die fünf relativ kurzen Kronzipfel sind eiförmig mit stachelspitzigem oberen Ende. Jede Blüte enthält zehn Staubblätter. Der Griffel ist relativ lang.
Die Chromosomenzahl beträgt 2n = 48.

## Vorkommen
Umbilicus rupestris ist ein Mediterran-westeuropäisches Florenelement. Der Echte Venusnabel kommt auf den Azoren, auf Madeira, im Vereinigten Königreich, in Irland, in der Schweiz nur an der Alpensüdflanke und im Mittelmeerraum in Marokko, Portugal, Spanien, auf den Balearen, in Frankreich, auf Korsika, Sardinien, Sizilien, in Italien, Slowenien, Kroatien, Bosnien und Herzegowina, Bulgarien, Albanien, Nordmazedonien, Griechenland, auf Kreta, Zypern, auf Inseln in der Ägäis, in der Türkei und auf der Sinai-Halbinsel vor. Das Areal reicht nördlich bis Schottland. Selten kommt der Echte Venusnabel auch als aus Gärten verwildert und nur unbeständig vor in Baden-Württemberg, Niedersachsen und in den Niederlanden.
Der Echte Venusnabel wächst in Felsspalten und an schattigen Mauern. Die ökologischen Zeigerwerte nach Landolt et al. 2010 sind in der Schweiz: Feuchtezahl F = 3w (mäßig feucht aber mäßig wechselnd), Lichtzahl L = 3 (halbschattig), Reaktionszahl R = 3 (schwach sauer bis neutral), Temperaturzahl T = 5 (sehr warm-kollin), Nährstoffzahl N = 2 (nährstoffarm), Kontinentalitätszahl K = 1 (ozeanisch).

## Taxonomie
Die Erstveröffentlichung erfolgte 1753 unter dem Namen Cotyledon umbilicus-veneris durch Carl von Linné in Species Plantarum, Seite 429. In der Gattung Umbilicus DC. konnte aber die Artbezeichnung umbilicus-veneris nicht verwendet werden, weil hier ein Tautonym entstehen würde. Man musste daher auf das nächstälteste Artepitheton rupestris zurückgreifen, das durch Richard Anthony Salisbury 1796 als Cotyledon rupestris in Prodromus Stirpium in Horto ad Chapel Allerton vigentium ... Londini, Seite 307 veröffentlicht worden war. Diese Art wurde deshalb erst 1948 mit dieser Artbezeichnung von James Edgar Dandy in Harry Riddelsdell, Joseph Hedley, George Ward Price, William Robert: Flora of Gloucestershire; phanerogams, vascular cryptogams, charophyta. Cheltenham, Seite 611 in die Gattung Umbilicus DC. gestellt. Weitere Synonyme für Umbilicus rupestris (Salisb.) Dandy sind: Umbilicus vulgaris Batt. & Trab., Cotyledon pendulina (DC.) Batt., Cotyledon tuberosa (L.) Halácsy, Umbilicus pendulinus DC., Cotyledon umbilicus-veneris subsp. pendulina (DC.) Batt.